# Kassim Abdallah
Kassim Abdallah Mfoihaia (* 9. April 1987 in Marseille) ist ein französisch-komorischer Fußballspieler.

## Karriere

### Verein
Abdallah begann seine Karriere 2005 bei ASCJ Félix Pyat Marseille und über US Marignane wechselte er 2009 zu CS Sedan, wo er drei Jahre spielte. Anschließend wurde er 2012 von Olympique Marseille verpflichtet, konnte sich aber nicht durchsetzen und wurde 2014 an den FC Évian Thonon Gaillard verkauft. In der Saison 2016/17 spielte er für den AC Ajaccio und wechselte dann weiter nach Saudi-Arabien zu al-Raed. Bereits im Dezember verließ er den Verein wieder und war dann ein Jahr vereinslos. Im Januar 2019 schloss er sich bis Ende der Saison Athlético Marseille an. Nach Ablauf der Spielzeit war er erneut vereinslos, schloss sich aber im Sommer 2020 ein zweites Mal Athlético Marseille an. Im Juli 2021 wechselte er ablösefrei zum Marignane Gignac FC.

### Nationalmannschaft
Da Abdallah komorischer Herkunft ist, war er berechtigt, für die komorische Nationalmannschaft zu spielen, für welche er sich auch entschied. Bisher bestritt er 16 Länderspiele (1 Tor).